# Bertil Bäckvall

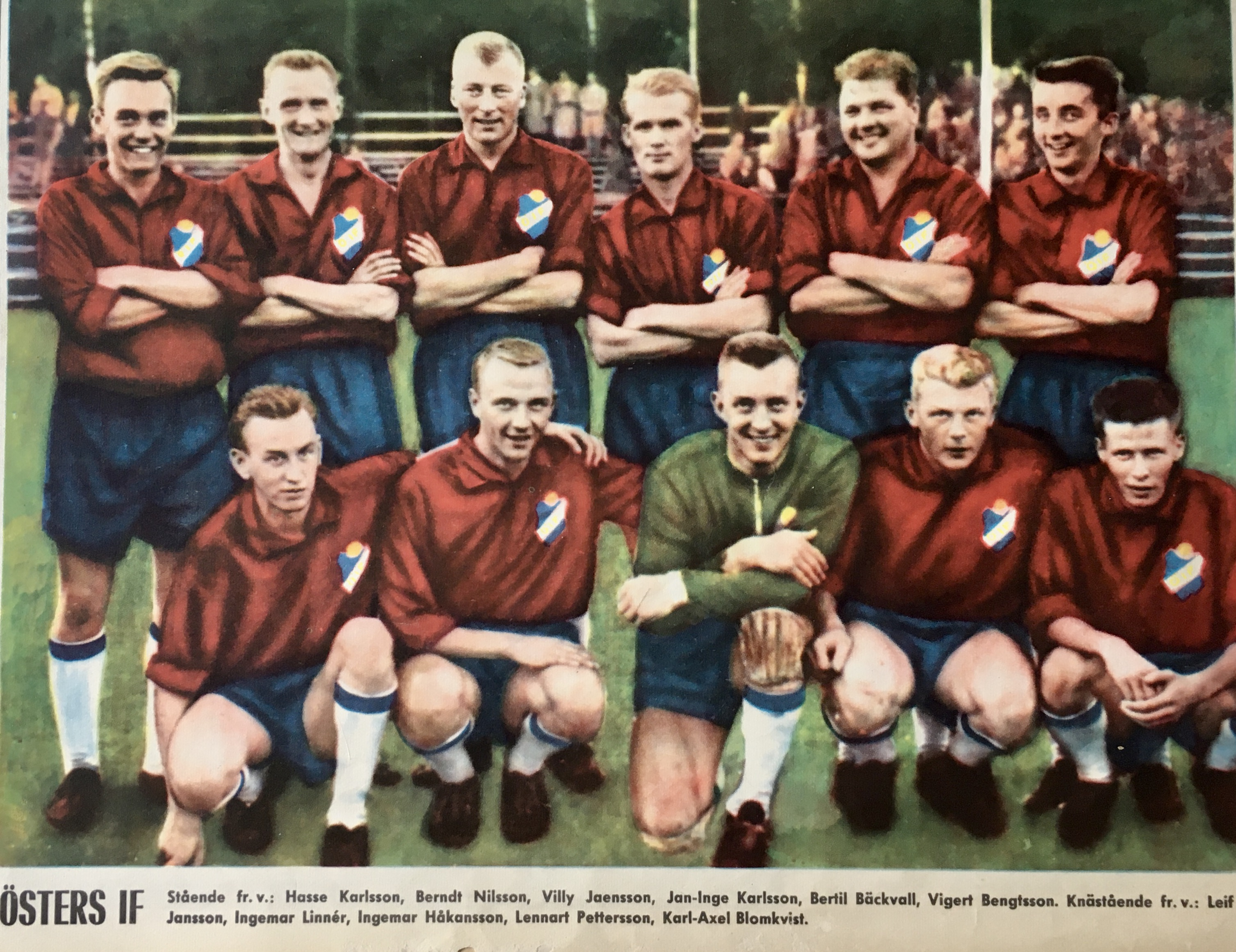
Lagbild från 1960 med Östers IF, som spelade i division II västra Götaland. Bertl Bäckvall, var spelande tränare i laget och står näst längst till höger i bild mellan Jan-Inge Karlsson och Vigert Bengtsson.

Bertil Konrad Bäckvall, född 22 februari 1923 i Maria Magdalena församling i Stockholm, död 28 oktober 2012 i Trelleborg i Skåne län, var en svensk fotbollsspelare och tränare.

## Spelarkarriär
Bäckvall växte upp i Enskede och började spela fotboll i Sandsborgs IF. Därefter blev det spel i Hammarby IF, där han även spelade bland annat ishockey och bandy. Fotbollen blev dock Bäckvalls huvudsakliga idrott, och han debuterade i Allsvenskan som 17-åring. Hammarby åkte ur Allsvenskan under debutsäsongen, men Bäckvall fortsatte att spela för klubben i division 2 i ytterligare sex år (förutom ett par månader i AIK 1943). Som division 2-spelare fick Bäckvall göra landslagsdebut 1945 för Sverige i en 7–2-vinst över Finland.
1946 gick Bäckvall över till allsvenska AIK. Han debuterade den 8 september 1946 i en 2–1-vinst över Degerfors IF. Första målet gjorde han den 3 november 1946 i en 4–2-vinst över IF Elfsborg. Bäckvall etablerade sig i AIK, och spelade främst som vänsterytter. Säsongen 1950/1951 åkte AIK ur Allsvenskan, men efter endast en säsong i division 2 var klubben åter uppe i högsta divisionen. Med AIK blev Bäckvall Svensk cupmästare 1949 och 1950.

## Tränarkarriär
Bäckvall började tränarkarriären som spelande tränare i Hagalunds IS 1954. Mellan 1956 och 1958 var han ungdomstränare i AIK. 1958 flyttade han till Växjö och blev tränare för division III-klubben Östers IF. Under de två första säsongerna var han även spelande tränare. Han har även tränat Kalmar FF, IK Brage och Krylbo IF.